# Liste der Brücken über die Schwarze Lütschine
Die Liste der Brücken über die Schwarze Lütschine enthält die Brücken der Schwarzen Lütschine im Berner Oberland in der Schweiz, vom Gletschersand Gebiet bei Grindelwald bis zum Zusammenfluss mit der Weissen Lütschine zur Lütschine in Zweilütschinen.

## Brückenliste
27 Brücken überspannen derzeit den Fluss: 16 Strassen-, fünf Fussgänger-,  drei Eisenbahn-, zwei Feldweg- und eine Rohrbrücke.
| Bild | Name                                        | Ort                       | Lage | Funktion                                                                     | Konstruktion                   | Material   | Länge in m | Höhe m ü. M. | Bemerkungen |
| ---- | ------------------------------------------- | ------------------------- | ---- | ---------------------------------------------------------------------------- | ------------------------------ | ---------- | ---------- | ------------ | --- |
|      | Gletschersandbrücke (Milchbachweg)          | Grindelwald               |      | Feldwegbrücke                                                                | Bogenbrücke                    | Holz Stahl | 40         | 1204         | - Die zweigelenkige Bogenbrücke wurde 2018 erbaut. - Die durch Hochwasser zerstörten Vorgängerbauwerke im Gletschersand wurden durch die schweizweit erste Holz-UHFB-Verbundbaubrücke ersetzt. - Fahrverbot für Motorwagen, Motorräder und Motorfahrräder: Waldbewirtschafter und mit Bewilligung gestattet - Maximale Tragfähigkeit: 10 t - Ein Wanderweg führt von der Bushaltestelle Oberer Gletscher zum Chalet Milchbach (Restaurant dauerhaft geschlossen). |
|      | Judewangbrücke (Unterhäusernweg)            | Grindelwald               |      | Feldwegbrücke                                                                | Balkenbrücke                   | Stahl      | 16         | 1072         | - Sackgasse - Wanderweg |
|      | Mettenbergbrücke (Grabenstrasse)            | Grindelwald               |      | Strassenbrücke (zweispurig) mit Rohrleitungen an der Brückenseite            | Balkenbrücke                   | Beton      | 12         | 983          | - Höchstgeschwindigkeit 40 km/h - Grindelwaldbus-Linie 122 (Grindelwald Gletscherschlucht – Grindelwald Klusi) - Die Bushaltestelle Grindelwald, Mettenbergbrücke befindet sich südlich der Brücke. - Wanderweg - 100 Meter flussaufwärts überquert die Pfingsteggbahn die Schwarze Lütschine. Die Luftseilbahn wurde 1967 erbaut. - Im Talboden von Grindelwald bei Mettenberg (etwa 400 Meter flussabwärts) überquert die Langlauf-Route 138 Grund-Gletscherschlucht-Loipe die Schwarze Lütschine. |
|      | Rollbahnbrücke (Wärgistalstrasse)           | Grindelwald               |      | Strassenbrücke (zweispurig) mit Trottoir                                     | Balkenbrücke                   | Beton      | 30         | 949          | - Die Rollbahnbrücke diente der Rollbahn, auf der man Eis vom Unteren Gletscher abtransportierte. - Höchstgeschwindigkeit 40 km/h - Grindelwaldbus-Linie 123 (Grindelwald Kirche – Grindelwald Itramen, Egg) - Mountainbike-Route 1 Alpine Bike (Etappe 12 Grindelwald – Interlaken) - Wanderweg - Die Veloland-Route 61 Berner Oberland-Route (Etappe 2 Interlaken – Meiringen) verläuft auf der rechten Flussseite. - Flussaufwärts befindet sich das 18 Hektare grosse national bedeutende Auengebiet In Erlen, wobei der Zufluss der Weissen Lütschine sich auch im Auengebiet befindet. |
|      | Brücke beim Talgüetli                       | Grindelwald               |      | Fussgängerbrücke mit Metalltor und Rohrleitung an der Brückenseite           | Balkenbrücke                   | Stahl Holz | 32         | 946          | |
|      | Wengernalpbahn-Brücke                       | Grindelwald               |      | Eisenbahnbrücke (eingleisig)                                                 | Fachwerkbrücke                 | Stahl      | 30         | 942          | - Die Wengernalpbahn (WAB) ist eine 1893 eröffnete schmalspurige Zahnradbahn. Sie führt von Grindelwald über die Kleine Scheidegg und Wengen nach Lauterbrunnen. - Die Bahnanlage der Wengernalpbahn mit Kunstbauten ist ein einzigartiges technik- und verkehrsgeschichtliches Denkmal von nationaler Bedeutung. Sie befindet sich auf der Liste der schützenswerten Baudenkmäler. - Verbot für Fussgänger: Durchgang verboten - Eine kantonale hydrologische Messstation befindet sich bei der Brücke. |
|      | Kirchboden-Brücke                           | Grindelwald               |      | Strassenbrücke (zweispurig) mit Trottoir                                     | Balkenbrücke                   | Beton      | 57         | 940          | - Die Brücke wurde 2019 erbaut. - Mountainbike-Route 1 Alpine Bike (Etappe 12 Grindelwald – Interlaken) - Veloland-Route 61 Berner Oberland-Route (Etappe 2 Interlaken – Meiringen) - Wanderland-Route 1 Via Alpina (Etappe 11 Grindelwald –Lauterbrunnen) - Ein Fussweg (Skipiste im Winter) unterquert die Brücke auf der Südseite. - In Grund bei Grindelwald überbrückte die Kilchbrücke (in Mundart Chilchbrigg genannt) den Fluss. |
|      | GGM-Steg (Skibrücke)                        | Grindelwald               |      | Fussgänger- und Skibrücke mit Metallzaun und Rohrleitung an der Brückenseite | Balkenbrücke                   | Stahl Holz | 23         | 937          | - Die Brücke wurde 2019 neu erstellt. - Sie ersetzte eine Brücke von 1981. - Der Übergang bildet den untersten Teil der Mettlenabfahrt (Kleine Scheidegg – Grindelwald Grund) und führt zum Grindelwald Terminal. - Im Sommer ist die Brücke für Fussgänger vom Terminal aus begehbar. Ein Zaun verhindert, dass die Fussgänger den Fluss überqueren können. - Der Zaun wird im Winter für die Abfahrtspiste entfernt. - Flussabwärts führen vom Grindelwald Terminal über die Schwarze Lütschine die 3S-Bahn zur Station Eigergletscher (Eiger-Express) und die Gondelbahn Grindelwald–Männlichen. |
|      | Rohrträger-Brücke                           | Grindelwald               |      | Rohrleitungsbrücke                                                           | Balkenbrücke                   | Stahl      | 22         | 925          | |
|      | Schwendibrücke (Stegbrücke)                 | Grindelwald               |      | Strassenbrücke (zweispurig)                                                  | Balkenbrücke                   | Beton      | 24         | 916          | - Die Brücke wurde beim Bau der ARA Grindelwald 1976 erbaut. - Wanderweg - Die Veloland-Route 61 Berner Oberland-Route (Etappe 2 Interlaken – Meiringen) verläuft auf der linken Flussseite. |
|      | Kehricht-Brücke (Tschingeleystrasse)        | Burglauenen               |      | Strassenbrücke (einspurig)                                                   | Balkenbrücke                   | Beton      | 34         | 902          | - Die Brücke führt zum Entsorgungshof Tschingeley. - Die Veloland-Route 61 Berner Oberland-Route (Etappe 2 Interlaken – Meiringen) verläuft auf der linken Flussseite. |
|      | Wehr- und Fassungsanlage Burglauenen-Brücke | Burglauenen               |      | Strassenbrücke (einspurig)                                                   | Balkenbrücke                   | Beton      | 18         | 887          | - Die nahezu hundertjährige Wehr- und Fassungsanlage wurde 2003–2005 total erneuert. Die Brücke über das Wehr dient neu auch dem Anwohnerverkehr. - Verbot für Motorwagen und Motorräder: Zubringerdienst bis 3,5 t gestattet - Veloland-Route 61 Berner Oberland-Route (Etappe 2 Interlaken – Meiringen) - Wanderweg |
|      | Eybrücke                                    | Burglauenen – Lütschental |      | Strassenbrücke (zweispurig)                                                  | Balkenbrücke                   | Beton      | 42         | 788          | - Die Brücke wurde 1956 erbaut. Sie wurde 2022 durch gezielte Instandsetzungs- und Verstärkungsmassnahmen erneuert. - Höchstgeschwindigkeit 80 km/h |
|      | Zaunbrücke                                  | Burglauenen – Lütschental |      | Strassenbrücke (zweispurig)                                                  | Balkenbrücke                   | Beton      | 53         | 768          | - Die Brücke von 1967 weist fortgeschrittene Schäden am Beton auf. Eine Instandsetzung ist unverhältnismässig teuer. Deshalb wird die Brücke abgebrochen und rund 45 Meter flussabwärts neu gebaut, April 2024 – Sommer 2026. Während der Bauzeit gilt eine einspurige Verkehrsführung, geregelt mit einer Lichtsignalanlage und die Geschwindigkeitsbeschränkung beträgt 60 km/h. - Im Herbst 2026 wird die alte Brücke abgebrochen und die nicht mehr benötigte Strassenfläche renaturiert. - Höchstgeschwindigkeit 80 km/h |
|      | Lindibrücke                                 | Burglauenen – Lütschental |      | Strassenbrücke (zweispurig) mit Velostreifen                                 | Balkenbrücke                   | Beton      | 33         | 748          | - Die Brücke wurde 2020 neu erstellt. Sie ersetzte ein Übergang von 1939. - Höchstgeschwindigkeit 80 km/h |
|      | Pfänglibrücke                               | Burglauenen – Lütschental |      | Strassenbrücke (zweispurig) mit Velostreifen                                 | Balkenbrücke                   | Beton      | 42         | 735          | - Die Brücke wurde 1969 erbaut. Sie wurde 2020 durch gezielte Instandsetzungs- und Verstärkungsmassnahmen erneuert. - Höchstgeschwindigkeit 80 km/h |
|      | Holzbrücke Gadestatt (alte Pfänglibrücke)   | Lütschental               |      | Strassenbrücke (ehemalig), dient heute Fussgängern                           | Gedeckte Brücke Hängewerk      | Holz       | 20         | 726          | - Die Brücke wurde 1869 erbaut. - Die Brücke dient auch als Lagerplatz für Holz. - Allgemeines Fahrverbot - Maximale Höhe: 3,5 m - Der Übergang befindet sich oberhalb des Mitteldruckwasserkraftwerks der Jungfraubahn von 1908. Das Kraftwerk Lütschental befindet sich auf der Liste der schützenswerten Baudenkmäler. |
|      | BOB-Brücke                                  | Lütschental               |      | Eisenbahnbrücke (eingleisig)                                                 | Trogbrücke                     | Beton      | 32         | 711          | - Die vorgespannte Trogbrücke wurde 1982 erbaut. Sie ersetzte eine Stahlbrücke von 1890. - Bahnstrecke Interlaken – Grindelwald - Die Schmalspurbahn der Berner-Oberland-Bahn wurde 1890 eröffnet und 1914 elektrifiziert. - Verbot für Fussgänger: Durchgang verboten |
|      | Brücke bei Lehmatte                         | Lütschental               |      | Strassenbrücke (ehemalig)                                                    | Balkenbrücke                   | Holz       | 30         | 708          | - Die Holzbrücke wurde beim Hochwasserereignis vom August 2005 weggerissen. |
|      | Stegmattenbrücke                            | Lütschental               |      | Strassenbrücke (zweispurig) mit Trottoir                                     | Balkenbrücke                   | Beton      | 45         | 706          | - Die Brücke von 1963 wurde beim Hochwasserereignis vom August 2005 stark beschädigt und musste abgebrochen werden. - Höchstgeschwindigkeit 50 km/h - 30 Meter flussaufwärts befand sich die Stägmattabrücke, eine gedeckte Holzbrücke von 1897. Die Hängewerkbrücke wurde um 2000 abgerissen. |
|      | Rote Brücke (Lischenstutz)                  | Lütschental               |      | Strassenbrücke (einspurig)                                                   | Fachwerkbrücke                 | Stahl      | 27         | 690          | - Höchstgeschwindigkeit 30 km/h - Maximale Höhe: 3,5 m |
|      | Baumgartenbrücke                            | Lütschental               |      | Strassenbrücke (zweispurig)                                                  | Bogenbrücke                    | Beton      | 47         | 685          | - Die rund 60-jährige Brücke wurde 2011/12 saniert. - Höchstgeschwindigkeit 80 km/h - Maximale Tragfähigkeit: 34 t |
|      | Buechisteg                                  | Gündlischwand             |      | Fussgängerbrücke Rohrleitungsbrücke                                          | Hängebrücke                    | Stahl      | 30         | 672          | - Die kombinierte Rohrträger- und Fussgänger-Hängeseilbrücke wurde 2006 erbaut. - Sie ersetzte einen Steg, der beim Unwetter 2005 weggerissen wurde. - In der Rohrleitung wird das Quellwasser ins Pumpwerk geführt. |
|      | Kantonsstrassenbrücke Zweilütschinen        | Zweilütschinen            |      | Strassenbrücke (zweispurig)                                                  | Balkenbrücke                   | Beton      | 50         | 657          | - Die Brücke wurde 1992 erbaut. Sie ersetzte eine Maillart-Brücke von 1937. - Höchstgeschwindigkeit 60 km/h - Maximale Tragfähigkeit: 34 t - Die Wanderland-Route 38 ViaBerna (Etappe 14 Isenfluh –Schynige Platte) unterquert die Brücke auf der rechten Flussseite. - Die Veloland-Route 61 Berner Oberland-Route (Etappe 2 Interlaken – Meiringen) unterquert die Brücke auf der rechten Flussseite. |
|      | Alte Dorfbrücke                             | Zweilütschinen            |      | Fussgänger- und Velobrücke mit Rohrleitungen unterhalb der Fahrbahn          | Bogenbrücke                    | Holz       | 20         | 656          | - Die Brücke wurde 2006 eingeweiht. Sie ersetzte eine denkmalgeschützte Eisenfachwerkbrücke, die 2005 durch Unwetter zerstört wurde. - Das Bauwerk ist ein Geschenk der Solothurner Gemeinden Gretzenbach, Niedergösgen und Schönenwerd. Seit 1991 hatte die hölzerne Bogenbrücke dort als zeitweiliger Zugang über die Aare zu einer Flussschwelle gedient. - Es wurde eine Plaquette an der Brücke montiert: «Die alte Dorfbrücke wurde durch das Unwetter vom August 2005 zerstört. Die Gemeinden Gretzenbach, Niedergösgen und Schönenwerd haben ihre nicht mehr benutzte Brücke der Einwohnergemeinde Gündlischwand gespendet. Nach erfolgtem Transport und einer altersbedingten Sanierung konnte das neue Wahrzeichen von Gündlischwand am 19.08.2006 an seinem neuen Standort eingeweiht werden. Die Einwohnergemeinde Gündlischwand dankt den Gemeinden herzlich für ihre Unterstützung.» |
|      | Gündlischwandbrücke (Viertelbrücke)         | Zweilütschinen            |      | Strassenbrücke (einspurig) mit Rohrleitungen unterhalb der Fahrbahn          | Gedeckte Brücke Fachwerkbrücke | Holz       | 18         | 651          | - Die Brücke wurde 2000 erbaut. - Fahrverbot für Motorwagen |
|      | BOB-Steg                                    | Zweilütschinen            |      | Fussgängerbrücke                                                             | Balkenbrücke                   | Stahl      | 21         | 647          | - Der Fussgängersteg wurde als Teil der BOB-Brücke 1973 erstellt. - Mountainbike-Route 1 Alpine Bike (Etappe 12 Grindelwald – Interlaken) - Wanderland-Route 38 ViaBerna (Etappe 14 Isenfluh –Schynige Platte) - Die Veloland-Route 61 Berner Oberland-Route (Etappe 2 Interlaken – Meiringen) verläuft nördlich der Brücke. |
|      | BOB-Brücke                                  | Zweilütschinen            |      | Eisenbahnbrücke (zweigleisig) mit zwei Dienststegen                          | Trogbrücke                     | Stahl      | 21         | 647          | - Die Brücke wurde 1973 erbaut. Sie ersetzte eine Schweisseisenbrücke von 1889. - Bahnstrecke Interlaken – Lauterbrunnen/Grindelwald - Die Schmalspurbahn der Berner-Oberland-Bahn wurde 1890 eröffnet und 1914 elektrifiziert. - 20 Meter flussabwärts beim Zusammenfluss von Schwarzer und Weisser Lütschine beginnt das 17 Hektare grosse national bedeutende Auengebiet Chappelistutz. |